# Cmentarz żydowski w Zaklikowie
Cmentarz żydowski w Zaklikowie – został założony w I połowie XIX wieku i zajmuje powierzchnię 0,7 ha, na której zachowało się czterdzieści nagrobków oraz około dwudziestu ich fragmentów i słupy ogrodzenia. Cmentarz znajduje się przy ul. św. Anny. Macewy wykonano z piaskowca, z napisami w języku hebrajskim.